# 小宮義則
小宮 義則（こみや よしのり、1961年〈昭和36年〉3月27日 - ）は、日本の経産官僚。

## 来歴
埼玉県出身。1979年（昭和54年）、埼玉県立浦和高等学校を卒業。1984年（昭和59年）3月、東京大学経済学部を卒業。同年4月、通商産業省に入省。
入省後、生活産業局総務課総括係、立地公害局工業用水課総括係長、基礎産業局化学製品課総括係長を経て、1989年（平成元年）6月、スタンフォード大学に留学。その後、通商政策局国際経済部国際経済課GATT室長補佐（企画班長）、長崎県経済部企業振興課長、生活産業局繊維製品課総括課長補佐、環境立地局立地政策課総括課長補佐、基礎産業局総務課総括課長補佐（法令審査委員）、在大韓民国日本国大使館一等書記官、同参事官、経済産業政策局知的財産室長、製造産業局産業機械課長、同局ロボット産業室長、経済産業大臣秘書官、経済産業政策局産業資金課長、内閣官房内閣参事官（内閣官房副長官補付）、資源エネルギー庁長官官房総合政策課長などを歴任。知的財産政策室長として、営業秘密侵害の刑事罰化や国家知的財産戦略の策定などを推進し、内閣参事官として、IT基本法に基づくIT戦略の改定に携わった。
2011年（平成23年）7月15日、経済産業省大臣官房審議官（経済社会政策担当）に就任。
2014年（平成26年）7月22日、内閣府大臣官房宇宙審議官に就任。2016年（平成28年）4月1日、内閣府宇宙開発戦略推進事務局長に就任。宇宙審議官及び宇宙開発戦略推進事務局長として、宇宙基本計画の改定、宇宙活動法や衛星リモセン法の策定に携わった。同年6月17日、特許庁長官に就任。2017年（平成29年）7月5日、辞職。同年11月、株式会社IHIに入社。2018年（平成30年）4月1日、同社執行役員資源・エネルギー・環境事業領域副事業領域長に就任。2020年（令和2年）4月1日、同社常務執行役員高度情報マネジメント統括本部長に就任。2024年（令和6年）4月1日、同社高度情報マネジメント統括本部エグゼクティブ・フェローに就任。この他、グロービング株式会社シニアエグゼクティブアドバイザー、カーライル・ジャパンエルエルシーシニアアドバイザー、デジタルブラスト顧問（宇宙関連事業担当）、株式会社ispaceアドバイザー、株式会社FIXER取締役などを歴任。

## 年譜
- 1979年（昭和54年） - 埼玉県立浦和高等学校卒業[3]
- 1984年（昭和59年）
  - 3月 - 東京大学経済学部卒業[5]
  - 4月 - 通商産業省入省[5]
- 1989年（平成元年）6月 - スタンフォード大学留学[5]
- 1990年（平成2年）5月 - 通商産業省通商政策局国際経済部国際経済課GATT室長補佐（企画班長）[5]
- 1991年（平成3年）4月 - 長崎県経済部企業振興課長[5]
- 1993年（平成5年）6月 - 通商産業省生活産業局繊維製品課総括課長補佐[5]
- 1996年（平成8年）2月 - 通商産業省環境立地局立地政策課総括課長補佐[5]
- 1997年（平成9年）6月 - 通商産業省基礎産業局総務課総括課長補佐（法令審査委員）[5]
- 1998年（平成10年）6月 - 在大韓民国日本国大使館一等書記官[5]
- 2001年（平成13年）
  - 1月 - 在大韓民国日本国大使館参事官[5]
  - 6月 - 経済産業省経済産業政策局知的財産政策室長[1][5]
- 2004年（平成16年）6月 - 経済産業省製造産業局産業機械課長[1][5]
- 2005年（平成17年）
  - 8月 - 経済産業省製造産業局ロボット産業室長（併任）[1][5]
  - 10月 - 経済産業大臣秘書官（事務取扱）[1][5]
- 2006年（平成18年）7月 - 経済産業省経済産業政策局産業資金課長[1][5]
- 2008年（平成20年）7月 - 内閣官房内閣参事官（内閣官房副長官補付）[1][5]
- 2010年（平成22年）7月 - 資源エネルギー庁総合政策課長[1][5]
- 2011年（平成23年）7月 - 経済産業省大臣官房審議官（経済社会政策担当）[1][5]
- 2012年（平成24年）7月 - 株式会社産業革新機構専務執行役員[1][5]
- 2014年（平成26年）7月 - 内閣府大臣官房宇宙審議官兼宇宙戦略室長[1][5][10]
- 2016年（平成28年）
  - 4月 - 内閣府宇宙開発戦略推進事務局長[1][8][5]
  - 6月 - 特許庁長官[1][6][5]
- 2017年（平成29年）11月 - 株式会社IHI入社[1]
- 2018年（平成30年）4月 - 株式会社IHI執行役員資源・エネルギー・環境事業領域副事業領域長[1][11]
- 2020年（令和2年）4月 - 株式会社IHI常務執行役員高度情報マネジメント統括本部長[1][12]
- 2024年（令和6年）
  - 4月 - 株式会社IHIエグゼクティブ・フェロー
  - 5月 - グロービング株式会社シニアエグゼクティブアドバイザー[1]
  - 6月 - カーライル・ジャパン・エルエルシーシニアアドバイザー[1]
  - 6月 - デジタルブラスト顧問（宇宙関連事業担当）[1]
  - 9月 - 株式会社ispaceアドバイザー[1]
  - 11月 - 株式会社FIXER取締役[1]
- 2025年（令和7年）
  - 4月 - 株式会社IHI顧問